# Pacific Rim Rugby Championship 1996
Das Pacific Rim Rugby Championship 1996 war die erste Ausgabe des Rugby-Union-Turniers Pacific Rim Rugby Championship. Teilnehmer waren die Nationalmannschaften von Hongkong, Japan, Kanada und den Vereinigten Staaten. Jedes Team trat in je einem Heim- und Auswärtsspiel gegen alle anderen Teams an (insgesamt sechs Spiele). Den Titel sicherte sich Kanada.

## Tabelle
|    | Land               | Spiele | Siege | Unent. | Ndlg. | Spiel- punkte | Diff. | Tabellen- punkte |
| -- | ------------------ | ------ | ----- | ------ | ----- | ------------- | ----- | ---------------- |
| 1. | Kanada             | 6      | 5     | 0      | 1     | 207:108       | + 99  | 16               |
| 2. | Hongkong           | 6      | 3     | 0      | 3     | 126:179       | − 53  | 12               |
| 3. | Vereinigte Staaten | 6      | 2     | 0      | 4     | 192:110       | + 82  | 10               |
| 4. | Japan              | 6      | 2     | 0      | 4     | 120:248       | − 128 | 10               |

Anmerkung: Für einen Sieg gab es drei Punkte, für ein Unentschieden zwei Punkte und für eine Niederlage einen Punkt.

## Ergebnisse
| 11. Mai 1996 14:00 JST | Japan                                                                                         | 34 : 27         | Hongkong                                                                    | Prinz-Chichibu-Rugbystadion, Tokio Zuschauer: 6.000 Schiedsrichter: Ian Hyde-Lay (Kanada) |
| 11. Mai 1996 14:00 JST | Versuche: Hirose Itō Matsuda Erhöhungen: Hirose (2) Straftritte: Hirose (4) Dropgoals: Hirose | (15:13) Bericht | Versuche: Davis Krohn Solomon Tuivai Erhöhungen: Muik (2) Straftritte: Muik | Prinz-Chichibu-Rugbystadion, Tokio Zuschauer: 6.000 Schiedsrichter: Ian Hyde-Lay (Kanada) |

| 11. Mai 1996 | Vereinigte Staaten                                                                               | 19 : 12        | Kanada                | Boxer Stadium, San Francisco Zuschauer: 3.500 |
| 11. Mai 1996 | Versuche: Anitoni Erhöhungen: Alexander Straftritte: Alexander Bachelet (2) Dropgoals: Alexander | (13:6) Bericht | Straftritte: Ross (4) | Boxer Stadium, San Francisco Zuschauer: 3.500 |

| 18. Mai 1996 | Kanada                                                                      | 24 : 20        | Vereinigte Staaten                                                         | Thunderbird Stadium, Vancouver |
| 18. Mai 1996 | Versuche: Hutchinson Ross Woods Erhöhungen: Graf (2) Ross Straftritte: Graf | (10:6) Bericht | Versuche: Anitoni Takau Erhöhungen: Williams (2) Straftritte: Williams (2) | Thunderbird Stadium, Vancouver |

| 18. Mai 1996 16:00 HKT | Hongkong                                                                  | 33 : 9         | Japan                   | Aberdeen Sports Ground, Hongkong Zuschauer: 2.313 Schiedsrichter: Jerry McLemore (USA) |
| 18. Mai 1996 16:00 HKT | Versuche: Dingley Going Santos Erhöhungen: Muik (3) Straftritte: Muik (4) | (13:6) Bericht | Straftritte: Hirose (3) | Aberdeen Sports Ground, Hongkong Zuschauer: 2.313 Schiedsrichter: Jerry McLemore (USA) |

| 1. Juni 1996 | Hongkong              | 12 : 18 | Kanada                                | Aberdeen Sports Ground, Hongkong Zuschauer: 2.043 |
| 1. Juni 1996 | Straftritte: Muik (4) | Bericht | Straftritte: Ross (5) Dropgoals: Ross | Aberdeen Sports Ground, Hongkong Zuschauer: 2.043 |

| 8. Juni 1996 | Hongkong                                                 | 22 : 19        | Vereinigte Staaten                                                      | Hong Kong Stadium, Hongkong Schiedsrichter: Daniel Steele (Kanada) |
| 8. Juni 1996 | Versuche: Dingley Erhöhungen: Muik Straftritte: Muik (5) | (9:13) Bericht | Versuche: Strafversuch Erhöhungen: Alexander Straftritte: Alexander (4) | Hong Kong Stadium, Hongkong Schiedsrichter: Daniel Steele (Kanada) |

| 9. Juni 1996 14:00 JST | Japan                                                              | 18 : 45        | Kanada                                                                                  | Prinz-Chichibu-Rugbystadion, Tokio Zuschauer: 7.000 Schiedsrichter: Ross Mitchell (Hongkong) |
| 9. Juni 1996 14:00 JST | Versuche: Masuho Motoki Erhöhungen: Hirose Straftritte: Hirose (2) | (6:25) Bericht | Versuche: Cardinal Graf (2) Hutchinson Smith Erhöhungen: Ross (4) Straftritte: Ross (4) | Prinz-Chichibu-Rugbystadion, Tokio Zuschauer: 7.000 Schiedsrichter: Ross Mitchell (Hongkong) |

| 16. Juni 1996 14:00 JST | Japan                                                                   | 24 : 18       | Vereinigte Staaten                                                         | Prinz-Chichibu-Rugbystadion, Tokio Zuschauer: 6.500 Schiedsrichter: Paul Haley (Australien) |
| 16. Juni 1996 14:00 JST | Versuche: Imaizumi Nakamichi Erhöhungen: Hirose Straftritte: Hirose (4) | (8:6) Bericht | Versuche: Anitoni (2) Erhöhungen: Bachelet Straftritte: Alexander Bachelet | Prinz-Chichibu-Rugbystadion, Tokio Zuschauer: 6.500 Schiedsrichter: Paul Haley (Australien) |

| 29. Juni 1996 | Vereinigte Staaten                                                                                 | 42 : 23         | Hongkong                                 | Boxer Stadium, San Francisco Zuschauer: 2.200 |
| 29. Juni 1996 | Versuche: Alexander Anitoni (2) Delai LeClerc Erhöhungen: Alexander (4) Straftritte: Alexander (3) | (10:13) Bericht | Versuche: 2 Erhöhungen: 2 Straftritte: 3 | Boxer Stadium, San Francisco Zuschauer: 2.200 |

| 6. Juli 1996 | Kanada                                                                                          | 57 : 9         | Hongkong              | Thunderbird Stadium, Vancouver Zuschauer: 4.000 |
| 6. Juli 1996 | Versuche: Graf Lougheed Snow (2) Stanley (2) Stewart Erhöhungen: Ross (5) Straftritte: Ross (4) | (30:9) Bericht | Straftritte: Muik (3) | Thunderbird Stadium, Vancouver Zuschauer: 4.000 |

| 6. Juli 1996 | Vereinigte Staaten | 74 : 5         | Japan              | Boxer Stadium, San Francisco Zuschauer: 2.500 Schiedsrichter: Ian Valentine (Schottland) |
| 6. Juli 1996 | Versuche: Alexander Anitoni (4) Delai LeClerc (2) Lyle Scharrenberg Sika Erhöhungen: Alexander (8) Straftritte: Alexander | (17:5) Bericht | Versuche: Nagatomo | Boxer Stadium, San Francisco Zuschauer: 2.500 Schiedsrichter: Ian Valentine (Schottland) |

| 13. Juli 1996 14:00 PST | Kanada                                                                                      | 51 : 30         | Japan                                                                                    | Thunderbird Stadium, Vancouver Zuschauer: 3.000 |
| 13. Juli 1996 14:00 PST | Versuche: Graf Gray Hutchinson Ross Snow Stanley Erhöhungen: Ross (3) Straftritte: Ross (5) | (22:18) Bericht | Versuche: Bickle Matsuda Ozeki Yatsuhashi Erhöhungen: Murata (2) Straftritte: Murata (2) | Thunderbird Stadium, Vancouver Zuschauer: 3.000 |